# Phomopsis agrostidis
Phomopsis agrostidis är en svampart som beskrevs av Punith. & Spooner 2002. Phomopsis agrostidis ingår i släktet Phomopsis och familjen Diaporthaceae.   Inga underarter finns listade i Catalogue of Life.